# Bukovice (Jeseník)
Bukovice (něm. Buchelsdorf) jsou vesnice, která je částí města Jeseník. Leží podél toku Bělé mezi Jeseníkem a Adolfovicemi.

## Název
Vesnice se původně jmenovala česky Vysoká (nejstarší doklad 1268), což bylo přeloženo do němčiny jako Hochdorf („Vysoká ves“). Poslední doklad pro toto jméno (v německé podobě) je z roku 1410. V roce 1416 je poprvé doloženo nové jméno Buchelsdorf, v jehož první části je (německá) zdrobnělina od Buche - „buk“. Do češtiny bylo toto jméno převedeno až roku 1924 v podobě Bukovice.

## Historie
Bukovice jsou poprvé spolehlivě zmiňovány roku 1416, v roce 1420 již patřily k frývaldovskému panství vratislavského biskupa a bylo zde fojtství. Spolu s Frývaldovem (dnes Jeseníkem) byla ves také v 2. polovině 15. století a první polovině 16. století zastavována či dávána v léno, naposledy v letech 1506-1547 Fuggerům, poté byla až do konce patrimoniální správy v roce 1850 v přímém držení biskupů. Bukovické fojtství bylo samostatným rytířským statkem, jehož držitelem byl roku 1527 doktor Hanuš Sachse, roku 1747 Johann Philipp Kuntschky, roku 1748 Gottfried Giebel a roku 1798 Jan Giebel.
Bukovice byly samostatnou obcí do roku 1950, kdy byly sloučeny s Jeseníkem.
Součástí Bukovic je dnes osada (základní sídelní jednotka) Dětřichov (něm. Dittershof). Byla založena roku 1793 na místě dvou biskupských dvorů zmiňovaných roku 1694 a pojmenována po hudebním skladateli Karlu Dittersovi von Dittersdorf, který v té době vykonával funkci biskupského hejtmana na Frývaldově. Tomu biskup Philipp Gotthard von Schaffgotsch dvůr dosud patřící k frývaldovskému panství roku 1785 daroval a Dittersdorf řídil i jeho prvotní parcelaci.
Dětřichov se rozkládá zčásti na katastru Bukovic a zčásti na katastrálním území Seč u Jeseníka. Od roku 1850 je osadou Bukovic, po jejichž připojení k Jeseníku je jen součástí Bukovic jakožto části města Jeseník. Zavádějícím způsobem bylo zvoleno jméno Dětřichov pro část města Jeseník vzniklou z bývalých osad Dlouhá Hora, Mýtinka, Pasíčka a Seč.

### Vývoj počtu obyvatel
Počet obyvatel Bukovic podle sčítání nebo jiných úředních záznamů:
| Rok            | 1811 | 1836 | 1869 | 1880 | 1890 | 1900 | 1910 | 1921 | 1930 | 1950 | 1961 | 1970 | 1980 | 1991 | 2001 |
| -------------- | ---- | ---- | ---- | ---- | ---- | ---- | ---- | ---- | ---- | ---- | ---- | ---- | ---- | ---- | ---- |
| Počet obyvatel | 637  | 957  | 1495 | 1552 | 1790 | 2026 | 2013 | 1848 | 2069 | 1260 | 1179 | 1041 | 1390 | 1806 | 1741 |

1. ↑  bez Dětřichova
2. ↑  z toho: Bukovice: 773, Dětřichov: 184
3. ↑  z toho: 24 Čechoslováků, 2021 Němců; 1989 řím. kat., 32 evang., 33 starokatol. 2 izrael., 13 bez vyzn.
4. ↑  z toho: Bukovice: 1796, Dětřichov: 273
5. ↑  z toho: Bukovice: 1635, Dětřichov: 171
6. ↑  z toho: Bukovice: 1567, Dětřichov: 174

V Bukovicích je evidováno 448 adres : 438 čísel popisných (trvalé objekty) a 10 čísel evidenčních (dočasné či rekreační objekty). Při sčítání lidu roku 2001 zde bylo napočteno 364 domů, z toho 337 trvale obydlených.

## Zajímavosti
- římskokatolický filiální kostel sv. Jiří, postavený roku 1901, 10. dubna 2012 vyhlášený kulturní památkou ČR[10]
- geologicky pozoruhodný amfibolitový lom

Na území Bukovic zasahují i:
- Chráněná krajinná oblast Jeseníky
- Ptačí oblast Jeseníky (pro jeřábka lesního a chřástala polního)

## Fotogalerie

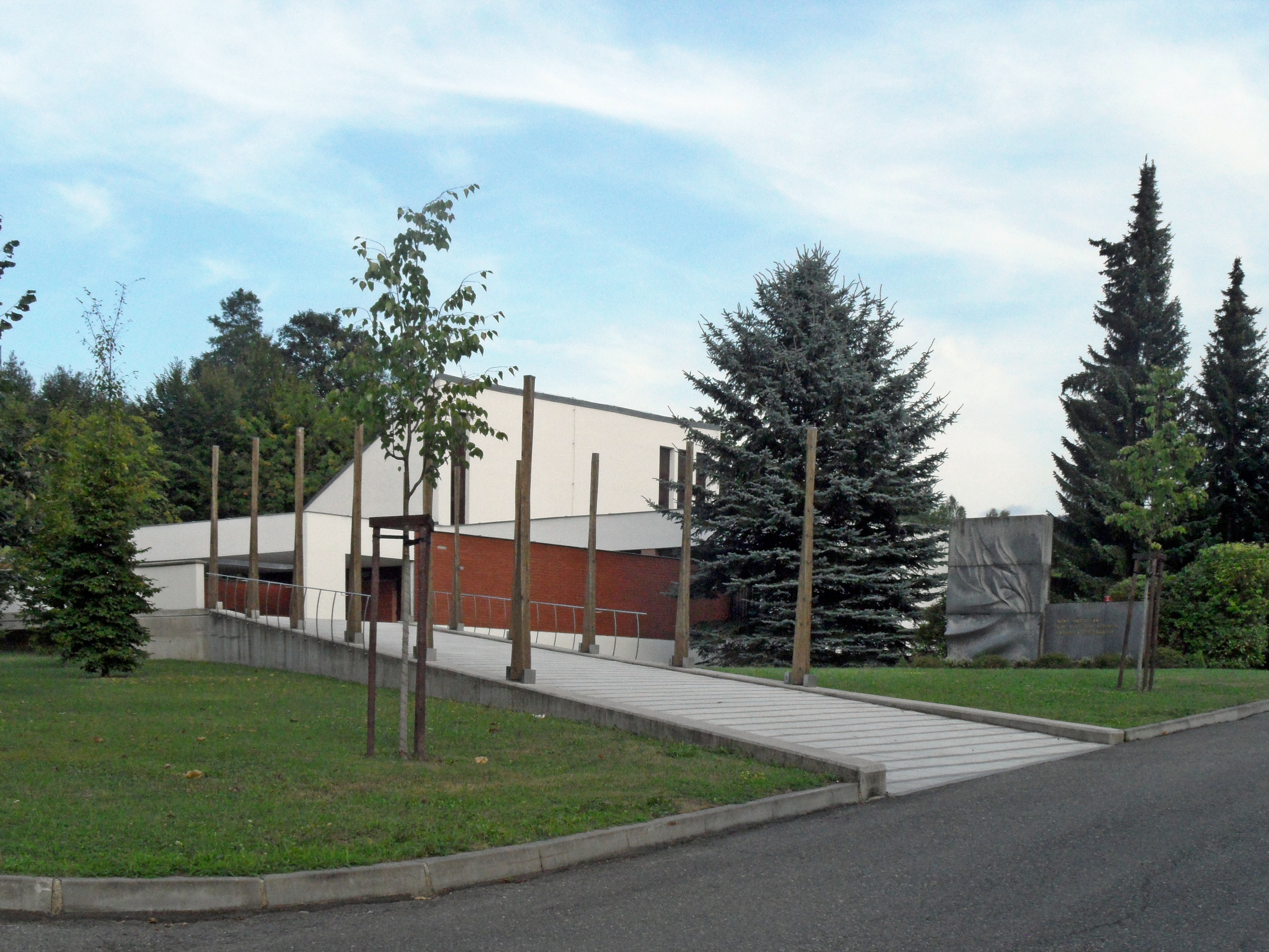
Obřadní síň
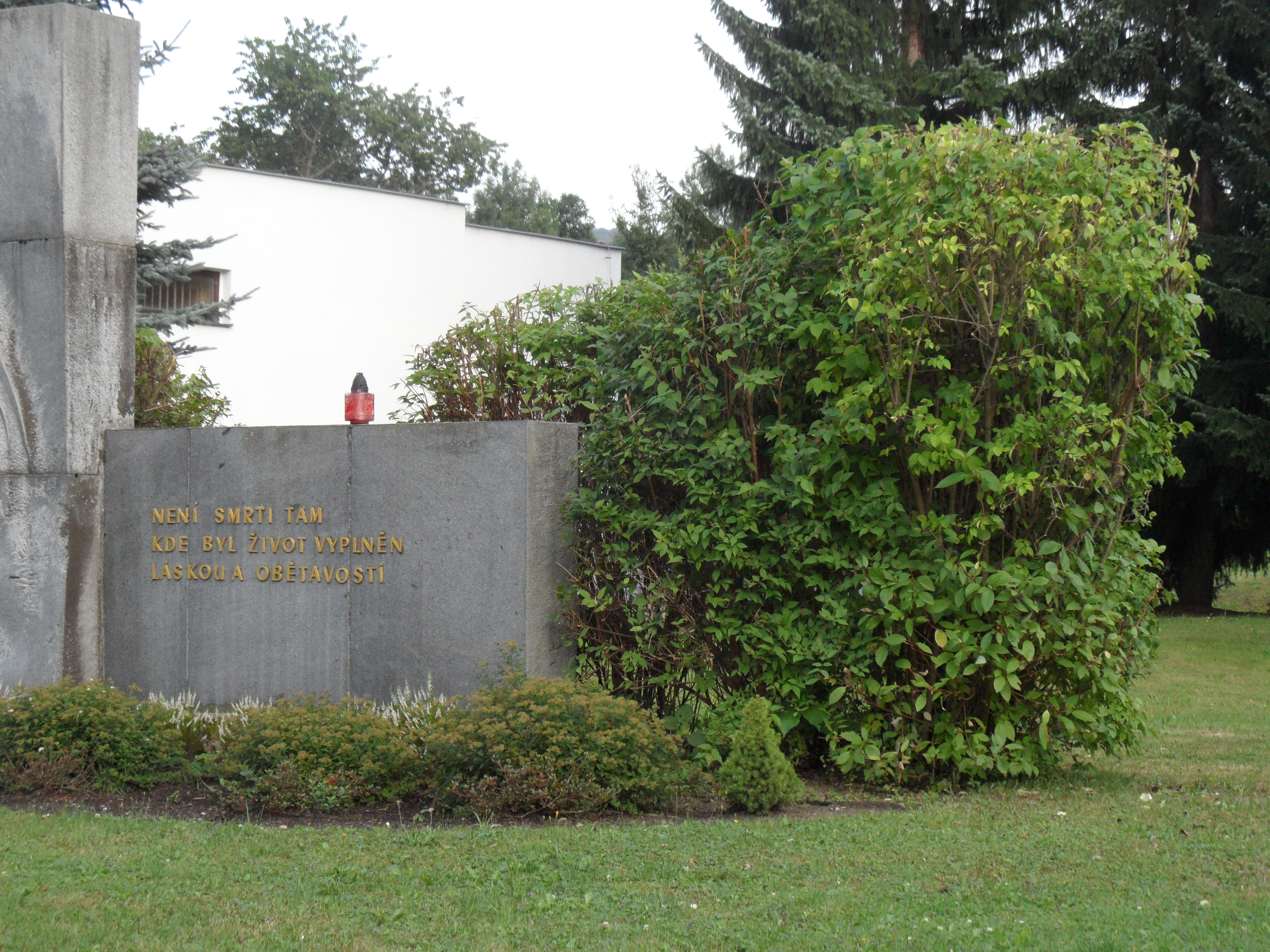
Obřadní síň, detail
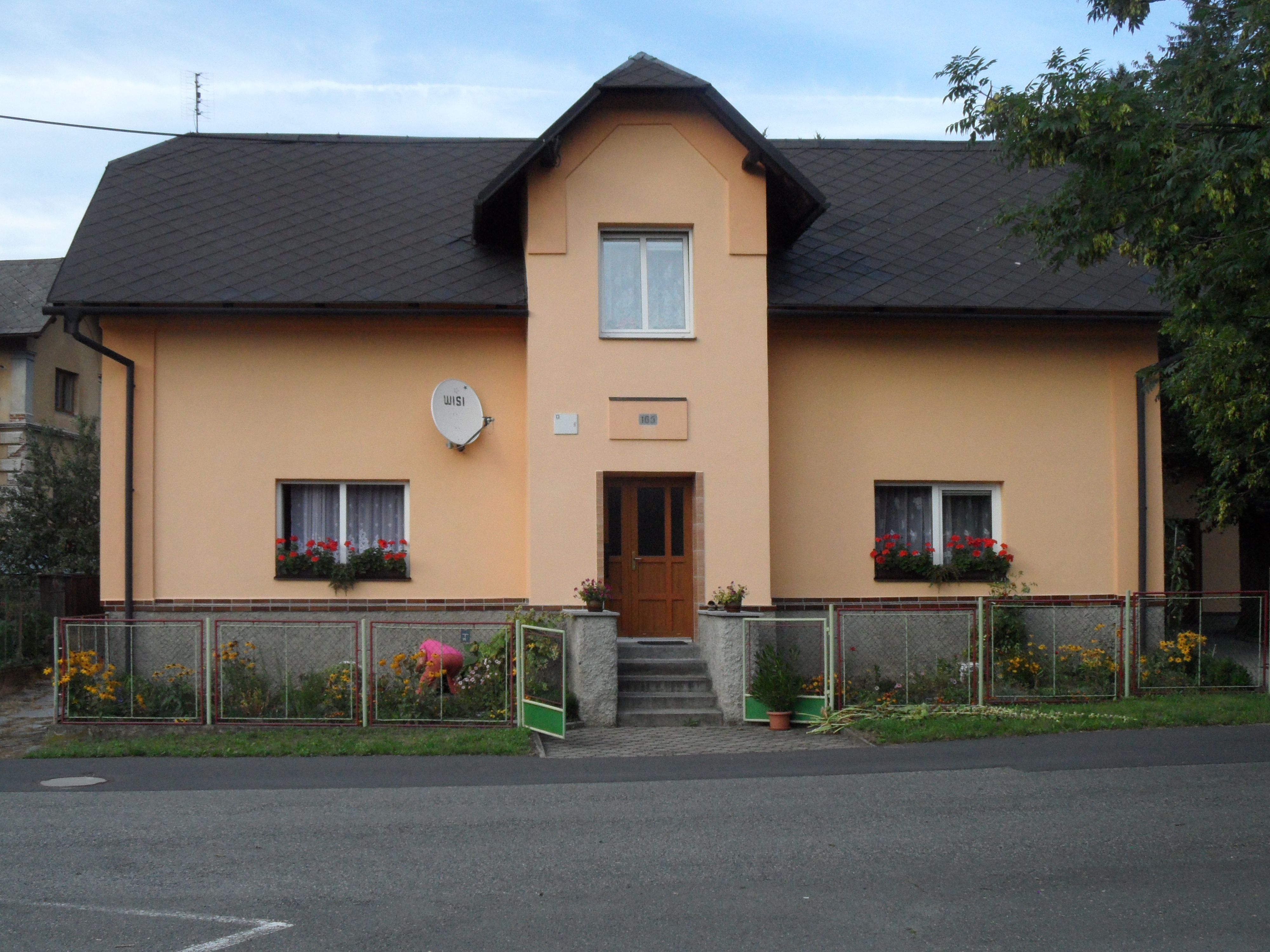
Dům
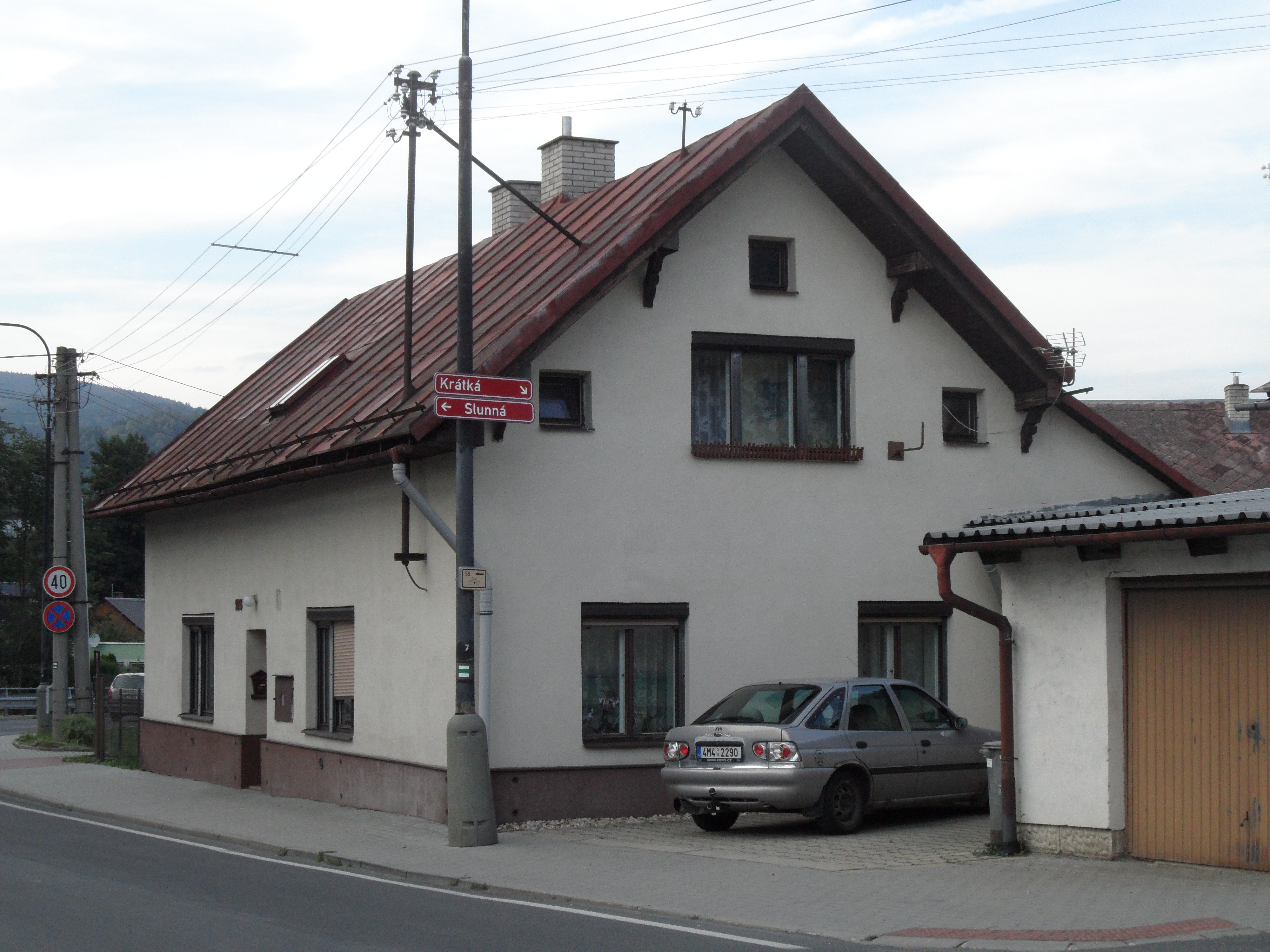
Dům u křižovatky